# 목성의 고리

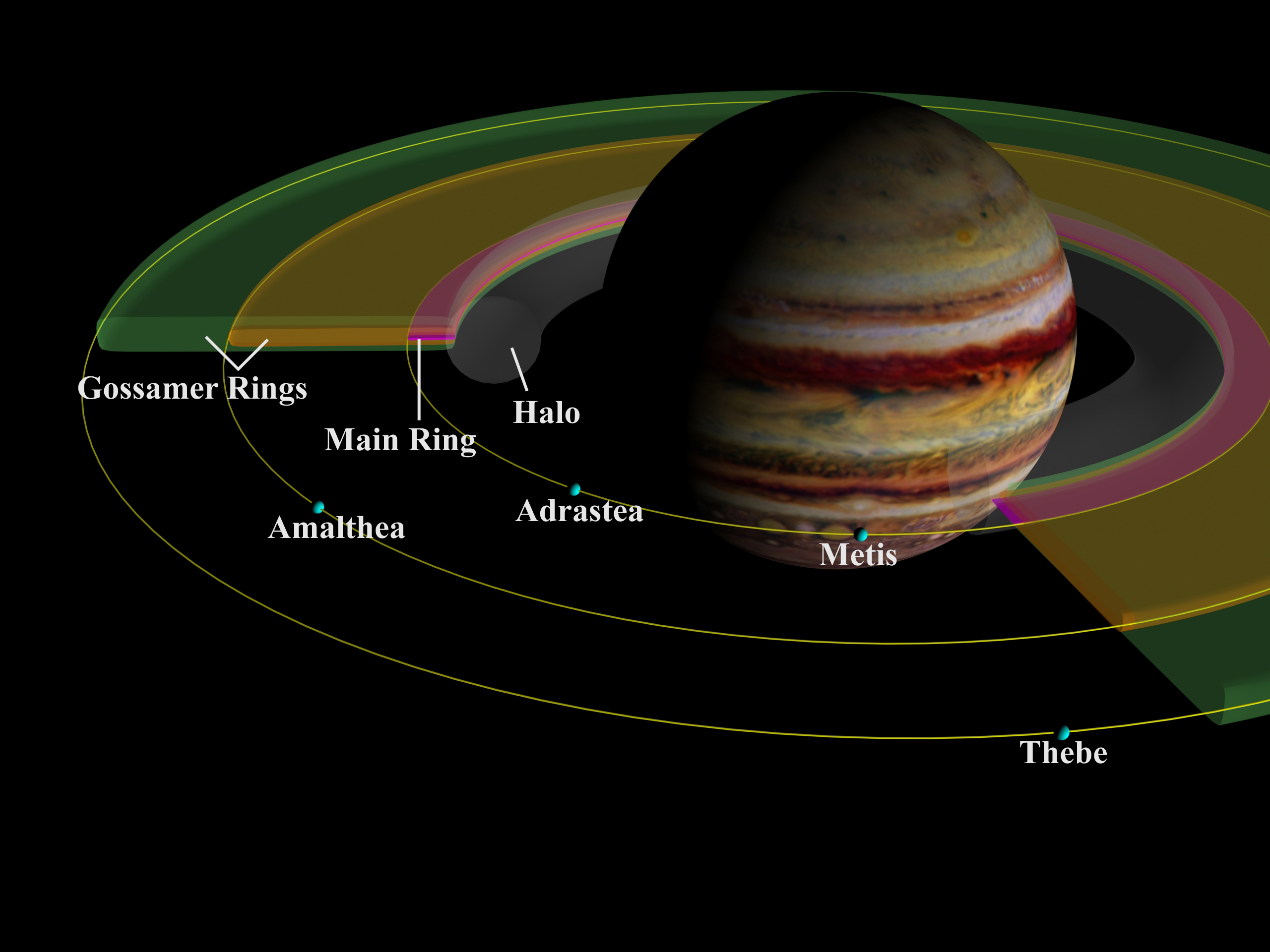
네 개의 고리 주요 구성성분을 보여주는 그림. 단순화를 위해, 메티스와 아드라스테아는 같은 궤도를 도는 것으로 나타냈다.

목성의 고리는 토성과 천왕성에 이어 태양계에서 세 번째로 발견된 고리이다. 목성의 고리는 1979년 보이저 1호가 처음으로 발견한 이후 지상에서 관측하여 오고 있으며, 또한 1990년대 갈릴레오 탐사선이 고리를 상세히 조사하였다.
목성의 고리는 주로 먼지로 이루어져 있어 매우 어둡고, "헤일로 고리", "주 고리", " 촬영한 고해상도 사진을 통해 해당 고리들의 구조를 밝혀내었다.
가시광선 및 근적외선 대역에서는, 헤일로 고리(무색 또는 청색)를 제외한 모든 고리는 붉은색을 띈다. 고리 먼지의 크기는 매우 다양하며, 헤일로 고리를 제외하고는 약 15 μm 정도의 먼지가 최대 크기이다. 헤일로 고리는 1 μm 이하의 먼지들로 구성되었다고 추정된다. 고리의 총 질량은 거의 알려지지 않았지만, 1011  ~ 1016 kg 사이로 여겨지고 있다.
고리의 나이 또한 밝혀지지 않았으며, 목성의 형성 때부터 존재했다고 추측되고 있다.
히말리아의 궤도에 고리가 존재할 가능성이 있는데, 이는 작은 위성이 히말리아와 충돌하여 히말리아 표면의 물질들을 날려 보내서 형성되었다고 추측된다.

## 발견 및 구조
목성의 고리는 1979년 보이저 1호가 처음으로 발견하였으며, 이는 토성과 천왕성에 이어 태양계에서 세 번째로 발견된 고리이다. 목성의 고리는 안쪽의 두꺼운 토러스(헤일로 고리), 상대적으로 밝지만 얇은 주 고리, 넓고 어두운 고사머 고리 두 개로 이루어져 있다. 이 고리들의 특성은 밑의 표에 서술되어 있다.
| 이름                                   | 반지름 (km)     | 너비 (km) | 두께 (km) | 광학적 깊이 (τ) | 입도 분포 | 질량 (kg)                                  | 비고                       |
| -------------------------------------- | --------------- | --------- | --------- | --------------- | --------- | ------------------------------------------ | -------------------------- |
| 헤일로 고리 Halo                       | 92000 ~ 122500  | 30500     | 12500     | ≒10-6           | 100%      | —                                          |                            |
| 주 고리 Main                           | 122500 ~ 129000 | 6500      | 30 ~ 300  | 5.9×10-6        | ~25%      | 107 ~ 109 (먼지) 1011 ~ 1016 (커다란 입자) | 아드라스테아가 경계를 만듬 |
| 아말테아 고사머 고리 Amalthea Gossamer | 129000 ~ 182000 | 53000     | 2000      | ≒10-7           | 100%      | 107 ~ 109                                  | 아말테아와 연결됨          |
| 테베 고사머 고리 Thebe Gossamer        | 129000 ~ 226000 | 97000     | 8400      | ≒3×10-8         | 100%      | 107 ~ 109                                  | 테베와 연결됨              |

## 주 고리

### 형태 및 구조

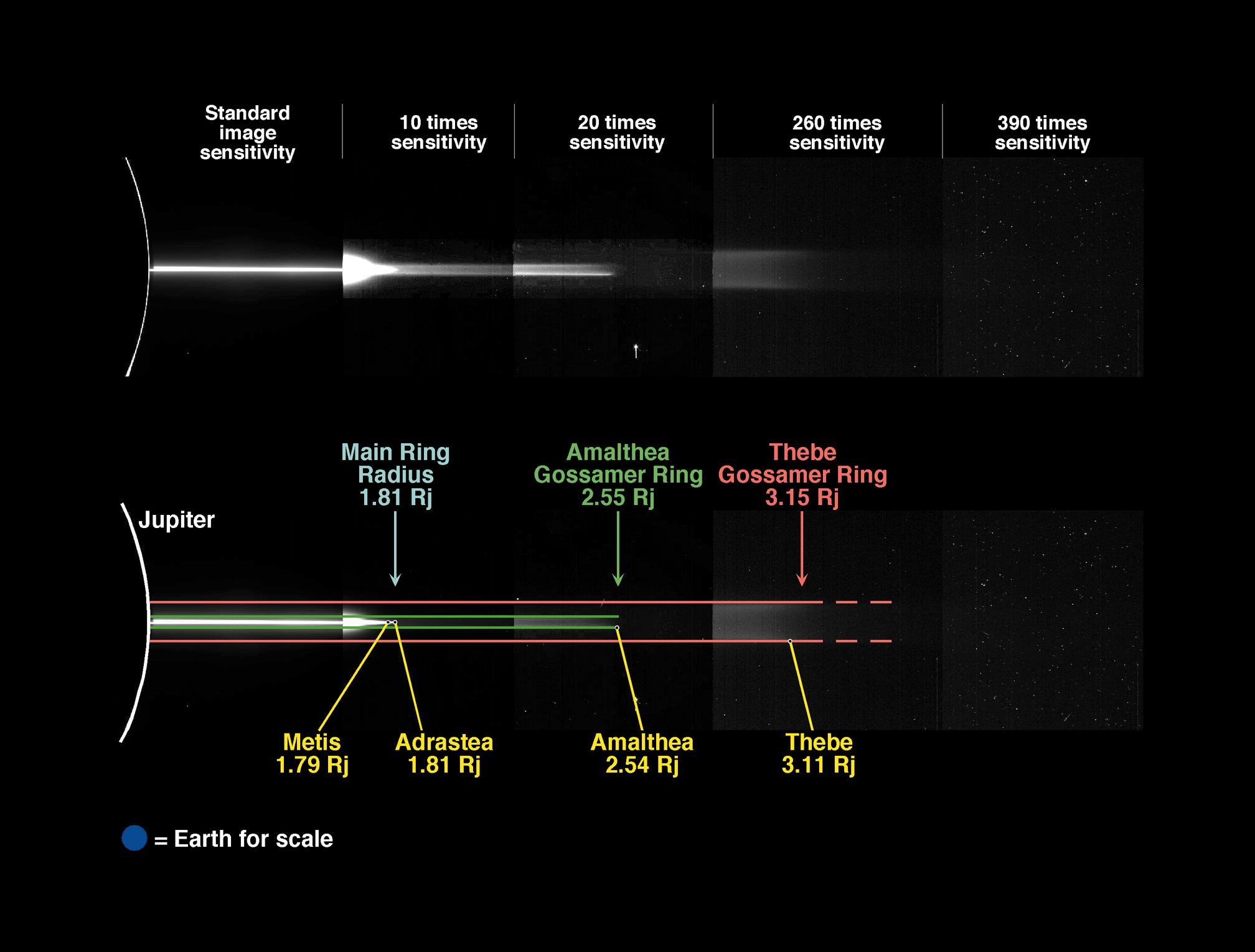
목성의 고리와 위성들의 위치를 표시한 그림.

고리의 가장 바깥쪽 지점은 목성의 위성 중 가장 목성과 가까운 아드라스테아의 궤도와 동일하며, 해당 지점은 약 129,000 km (1.806 Rj)가량에 위치한다. 고리의 가장 안쪽 지점에는 어떠한 위성도 존재하지 않으며, 해당 지점은 약 122,500 km (1.72 Rj)가량에 위치한다. 따라서, 주 고리의 폭은 약 6500 km이다.
주 고리의 모습은 관측 위치에 따라 달라지는데, 전방 산란광을 통해 측정한 주 고리의 밝기는 128,600 km 지점(아드라스테아 궤도보다 약간 안쪽)에서부터 감소하기 시작하여, 129,300 km 지점(아드라스테아 궤도보다 약간 바깥쪽)에서 배경과 같아질 정도로 감소한다. 따라서, 아드라스테아(129,000 km 지점)는 확실한 양치기 위성이다. 목성 쪽으로 가까워질수록 고리의 밝기는 증가하며, 고리의 중간 지점인 126,000 km 지점에서 최대가 되는데, 이 지점은 특이하게도 메티스(128,000 km 지점)가 고리에 간극을 만드는 지점이다. 주 고리의 안쪽 부분은 124,000 km 지점에서 120,000 km 지점까지 천천히 어두워져 헤일로 고리와 결합하는 듯 보인다.

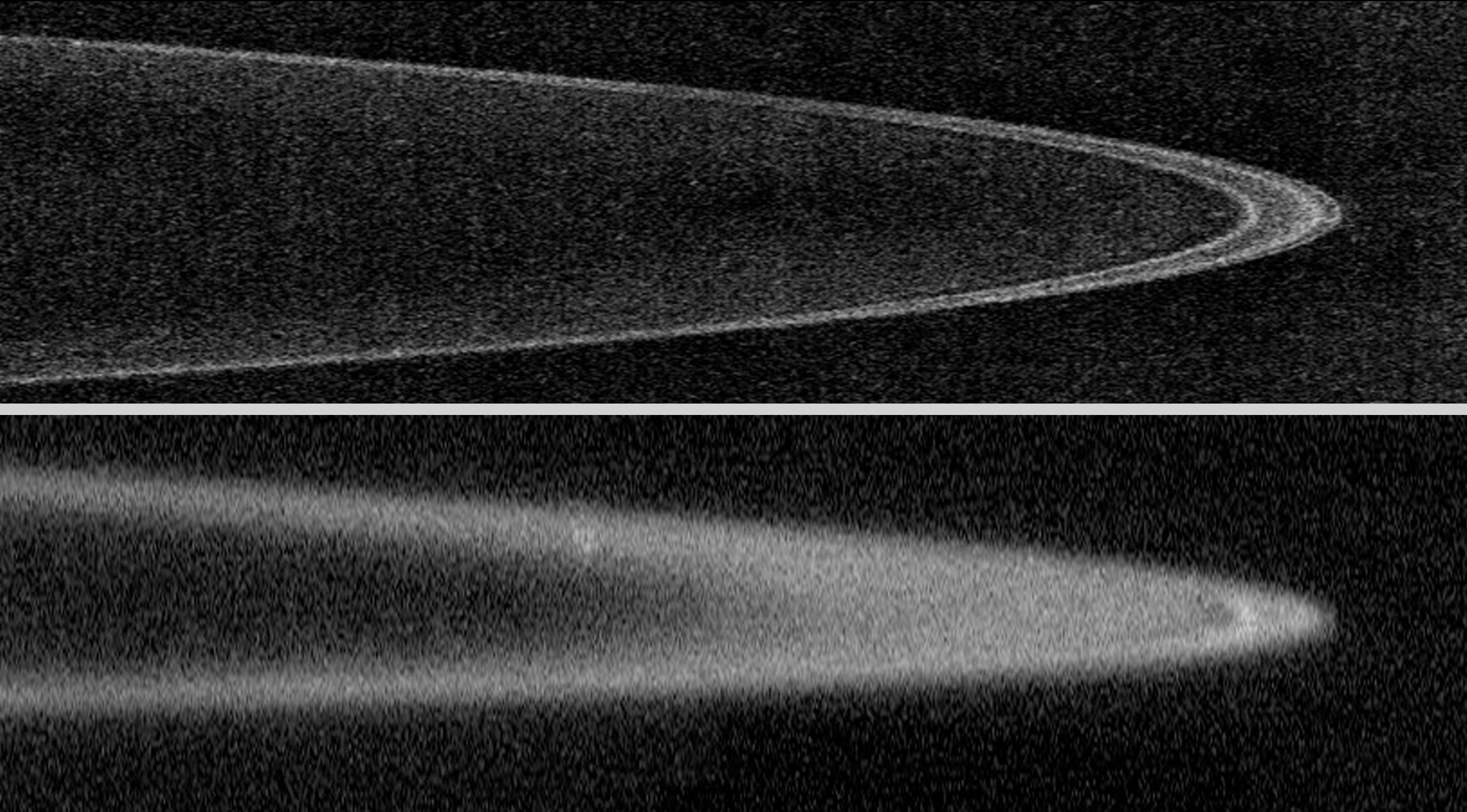
위쪽의 사진은 뉴 허라이즌스 탐사선이 후방 산란광으로 촬영한 주 고리의 모습이며, 바깥쪽의 구조가 관측된다. 아래쪽의 사진은 전방 산란광으로 촬영한 고리이며, 메티스 간극을 제외하고는 구조가 거의 보이지 않는다.

하지만 후방 산란광으로 관측하면 모습은 많이 달라진다. 129,100 km 근방에 위치한 주 고리의 바깥쪽 끝, 즉 아드라스테아 궤도보다 살짝 바깥쪽에 위치한 부분에서, 고리의 밝기는 매우 급격하게 어두워진다. 이 어두워지는 지점에는 작은 고리 입자(ringlet)가 존재한다고 여겨진다. 다른 고리 입자들도 주 고리에 존재하는데, 두 번째 고리 입자는 아드라스테아 궤도보다 살짝 안쪽에 위치한 지점(약 128,500 km 지점)에 존재하며, 세 번째 고리 입자는 메티스 궤도 바깥쪽, 주 고리의 중앙 부분에 존재한다.
고리의 밝기는 메티스 궤도 바로 바깥쪽에서 급격하게 감소하여, 메티스 간극을 형성한다. 메티스 궤도 안쪽 부분에서는, 전방 산란광에 비해서 밝기의 증가량이 매우 적다. 따라서 후방 산란광에서는 주 고리가 두 개의 구조, 세 개의 작은 고리 입자를 포함하는 좁은 지역(128,000 ~ 129,000 km)과, 전방 산란광에서 볼 수 있는 구조 대부분이 관측되지 못하는 어두운 안쪽 부분(122,500 ~ 128,000 km)으로 나누어지며, 메티스 간극이 경계선 역할을 한다.
주 고리의 전체적인 구조는 갈릴레오 탐사선을 통해 알려졌으며, 2007년 초 뉴 허라이즌스 탐사선의 후방 산란광 관측을 통해 상세히 밝혀졌다. 이보다 전에 이루어졌던 허블 우주 망원경, 켁 천문대, 카시니-하위헌스 탐사선을 통한 초기 관측에서는 화질 문제로 인하여 이 구조를 찾아내지 못하였다. 하지만 이후 2002 ~ 2003년에 켁 천문대에서 적응광학을 이용하여 주 고리의 구조를 관측하는 데 성공하였다.
후방 산란광을 통한 주 고리 관측에서, 주 고리가 수직 방향으로 30 km가 넘지 않을 정도로 매우 얇다는 것이 밝혀졌다. 측면 산란광에서는 이 값이 80 ~ 160 km로 나타났고, 이는 목성 방향으로 갈수록 두께가 다소 증가함을 나타낸다. 전방 산란광에서는 두께가 약 300 km 정도로, 상당히 두껍게 측정된다. 갈릴레오 탐사선은 옅고 상대적으로 두꺼운(약 600 km) 주 고리의 "먼지 구름"이 주 고리 내부를 감싸고 있는 것을 발견하였다. 이 "먼지 구름"은 고리의 내부로 갈수록 두께가 증가하며, 헤일로 고리와 연결된다.
갈릴레오 탐사선이 보낸 사진들을 정밀 분석한 결과, 주 고리의 밝기 변화와 관측 시점 간의 관련성은 없다는 것이 밝혀졌으며, 또한 고리에 크기 500~1000 km 정도의 "얼룩"이 존재함도 알아내었다.
2007년 2~3월, 뉴 허라이즌스 탐사선은 주 고리 내부의 작은 위성들을 집중적으로 연구하였다. 0.5 km 이상의 위성들은 발견되지 않았으며, 고리에서 7개의 작은 "먼지 뭉치"들을 발견하였다. 이 먼지 뭉치들은 아드라스테아 궤도 안쪽에 있는 고리 입자보다 바로 안쪽에서 공전한다. 이 고리 뭉치들은 각각 5개, 2개가 속한 군으로 서로 분류될 수 있다. 이 뭉치들에 대해서 아직 자세히 알려진 바는 없지만, 메티스와 114:115 또는 115:116 궤도 공명을 일으키는 것으로 보이는 점을 토대로 상호작용에 의해 파동 모양을 이루고 있을 수도 있다고 추측된다.

### 스펙트럼 및 입도 분포

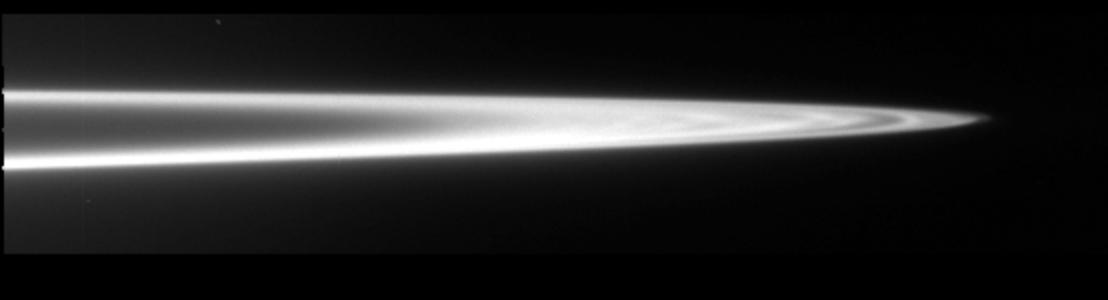
갈릴레오 탐사선이 전방 산란광으로 관측한 주 고리의 모습으로, 메티스 간극이 선명하게 보인다.

허블 우주 망원경, 켁 천문대, 갈릴레오 탐사선 및 카시니-하위헌스 탐사선을 통한 주 고리의 스펙트럼 분석에서는 입자들이 적색으로 나타났으며, 이는 곧 파장이 긴 빛에서의 반사율이 더 높음을 나타낸다. 특정한 화합물들이 나타내는 스펙트럼 상의 특징들은 고리 스펙트럼에서는 전혀 나타나지 않았으나, 카시니 탐사선이 0.8 ~ 2.2 μm 대역에서 흡수선의 존재를 밝혀내었다. 주 고리의 스펙트럼은 아드라스테아, 아말테아와 매우 유사하다.
후방 산란광보다 전방 산란광이 상당히 강하다는 주 고리의 성질은 고리에 0.1–10 μm 크기의 먼지가 상당히 많이 포함되어 있다는 가설을 통해 설명할 수 있다. 하지만, 고리의 바깥쪽 부분의 강한 후방 산란광을 설명하기 위해서는 더 큰 먼지들이 필요하다.
고리의 스펙트럼 데이터와 위상 변화를 통해, 주 고리를 이루는 작은 입자들의 입도 분포는 멱법칙을 따른다는 것이 밝혀졌다.
{\displaystyle n(r)=A\times r^{-q}}
여기서 n(r) dr은 반지름 r ~ r + dr 사이의 먼지들의 수를 나타내며, {\displaystyle A}는 고리에서 나오는 총 빛 선속을 일치시키기 위한 정규화 매개변수이다. 변수 q는 r < 15 ± 0.3 μm 범위의 입자들에 대해서는 2.0 ± 0.2의 값을 가지며, r > 15 ± 0.3 μm 범위의 입자들에 대해서는 5 ± 1의 값을 가진다. 밀리미터에서 킬로미터 범위의 비교적 큰 입자들의 입도 분포는 현재 아직 정해지지 못하였다. 이 이론에서의 빛 산란은 반지름 15 μm 근방의 입자들에 의하여 결정된다.
위의 멱법칙을 통해, 주 고리의 광학적 깊이 {\displaystyle \scriptstyle \tau }은, 큰 입자들은 {\displaystyle \scriptstyle \tau _{l}\,=\,4.7\times 10^{-6}}, 먼지들은 {\displaystyle \scriptstyle \tau _{s}=1.3\times 10^{-6}}로 추측되었다. 이 광학적 깊이 값은 고리 내 입자들의 총 단면적이 약 5000 km2임을 의미한다. 이 입자들의 모습은 비구체, 즉 구체가 아닐 것이라고 추정된다.
작은 입자들(먼지)의 총 질량은 약 107−109 kg으로 추정되며, 메티스와 아드라스테아를 제외한 큰 입자들의 질량은 약
1011−1016 kg이다. 이 질량값은 입자의 최대 크기에 따라 결정되며, 최대 크기가 약 1 km라는 관측 결과와 부합한다.
입자들이 두 가지 집단으로 나뉜다는 점을 통해서, 고리가 전후방 산란광에 따라서 달라 보이는 이유를 설명할 수 있다. 먼지는 빛을 주로 앞쪽으로 산란시키며, 아드라스테아 궤도 주변에 두꺼운 균질의 고리를 형성한다. 이와 대조적으로, 큰 입자들은 빛을 주로 뒤쪽으로 산란시키며, 메티스와 아드라스테아 사이에 좁은 고리를 만든다.

### 유래 및 연령

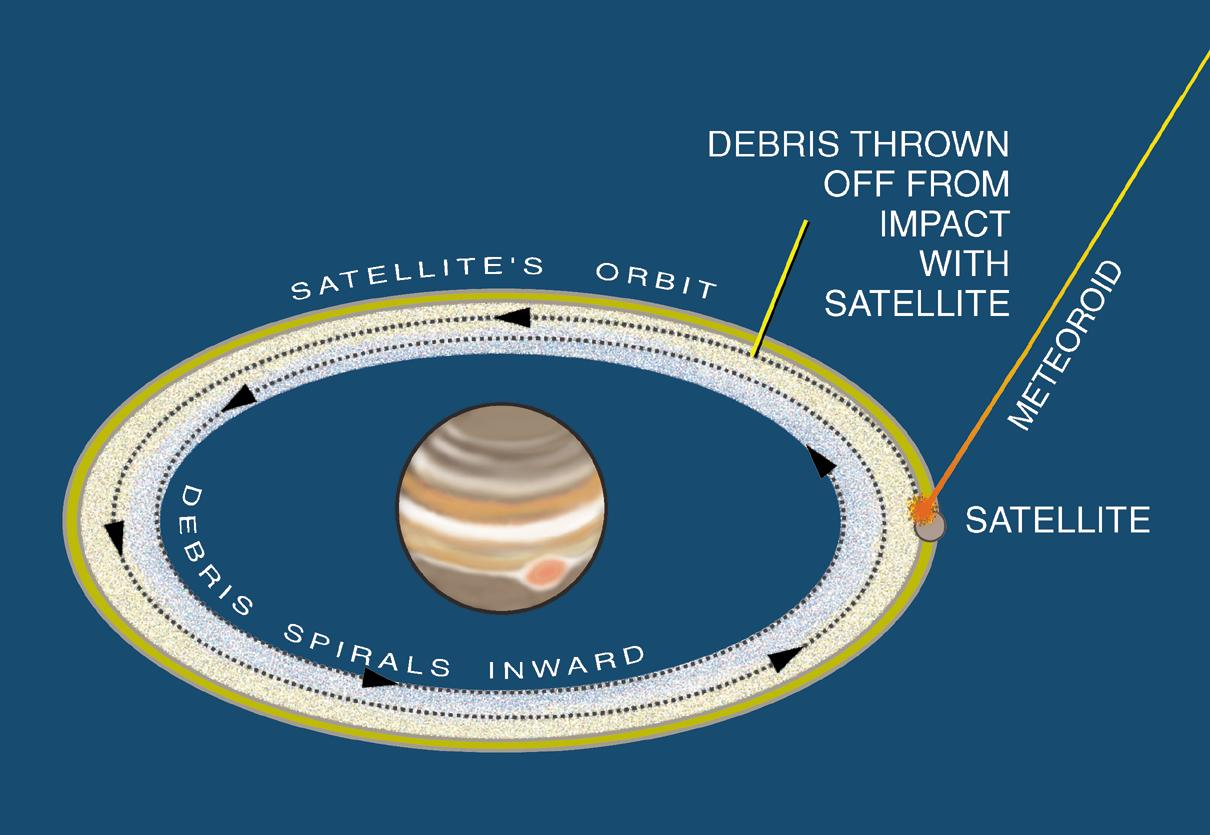
목성 고리의 형성을 나타낸 그림.

먼지들은 포인팅-로버트슨 효과와 목성의 자기권으로부터 작용하는 전자기력에 의하여 주 고리에서 점점 밀려나고 있고, 이 과정에서 얼음 등 휘발성 물질들은 빠르게 증발한다. 따라서, 고리에서의 먼지의 수명은 약 100 ~ 1000년가량밖에 되지 않고, 고리가 유지되려면 큰 물체들(지름 1 cm ~ 0.5 km)이 서로 충돌하면서 계속해서 먼지를 만들어내야 한다. 먼지들을 생산해내는 물체들(메티스, 아드라스테아 포함)은 좁고 밝은 주 고리 외부에 밀집되어 있는데, 이 "생산 천체"들은 크기 0.5 km 미만이라고 추측되며, 이 값은 뉴 허라이즌스 탐사선이 측정한 값이다. 충돌로 생성된 먼지들은 충돌 전의 천체와 궤도가 거의 같다가, 목성 방향으로 나선형으로 떨어지며 (후방 산란광으로 관측 시 어두운) 주 고리 내부와 헤일로 고리를 형성한다.
주 고리의 연령은 현재까지 불명이지만, 과거의 "생산 천체"들의 마지막 조각이라고 여겨진다.

### 상하 파동
갈릴레오 및 뉴 허라이즌스 탐사선의 사진에서, 주 고리에 나선 모양의 수직 방향 "파동"이 2세트 존재함이 드러났으며, 이 파동들은 시간이 지남에 따라 목성의 중력장이 강해질수록 더 빽빽해졌다. 파동의 이동을 반대로 계산해보면, 둘 중 더 큰 파동은 1995년 슈메이커-레비 9 혜성 충돌 후에 제일 흥분한 상태였으며, 다른 하나는 1990년대 초중반에 나타난 것으로 보인다. 1996년 11월 갈릴레오 탐사선의 관측에서는 두 파동의 파장이 각각 1920 ± 150 km, 630 ± 20 km로, 또 진폭은 각각 2.4 ± 0.7 km, 0.6 ± 0.2 km로 일관되게 나타났다. 둘 중 더 큰 파동은 혜성이 만들어낸 먼지구름(총 질량 2 ~ 5×1012 kg)이 고리를 수직 방향으로 2 km가량 틀어냄으로써 형성된 것으로 보인다. 카시니-하위헌스는 위와 비슷한 파동을 토성의 고리 중 C와 D 고리에서 관측하였다.

## 헤일로 고리

### 겉보기 및 구조

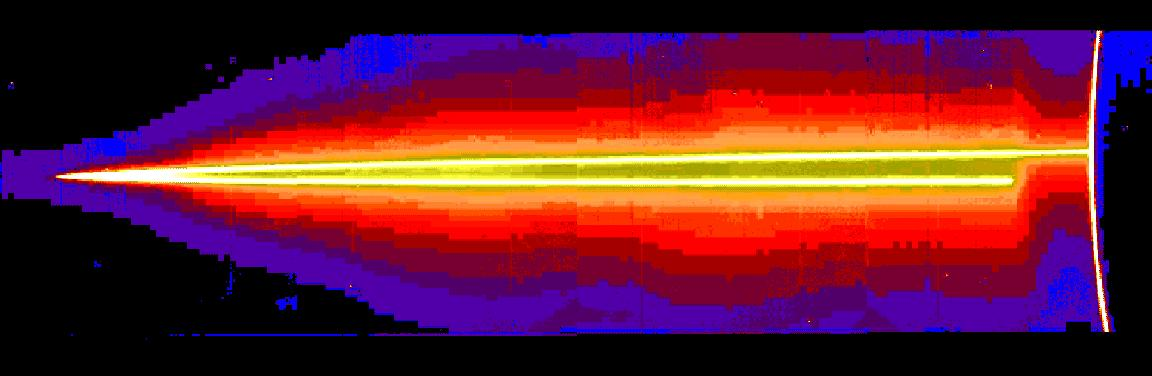
갈릴레오 탐사선이 전방 산란광으로 촬영한 헤일로 고리의 가색상 사진.

헤일로 고리는 목성의 고리 중 가장 안쪽에 위치하며, 수직으로 가장 두껍다. 헤일로 고리의 바깥쪽 끝은 주 고리의 안쪽 끝과 같으며, 약 122,500 km (1.72 Rj) 지점에 위치한다. 이 지점부터, 고리는 목성 쪽을 향해서 급격하게 두꺼워진다. 헤일로 고리의 수직 두께는 알려지지 않았지만, 고리 중심부에서 수직으로 10,000 km 떨어진 곳에서도 고리 입자가 발견된 적이 있다. 헤일로 고리의 안쪽 경계는 상대적으로 급격하며, 약 100,000 km(1.4 Rj) 지점에 위치하지만 고리 입자 중 일부는 92,000 km 지점까지 뻗어 있다. 따라서 고리의 폭은 약 30,000 km이다. 헤일로 고리의 모양은 두꺼운 토러스와 비슷하며, 명확한 내부 구조를 가지고 있지 않다. 주 고리와 대조적으로, 헤일로 고리의 모습은 전후방 산란광에 따라 거의 바뀌지 않는다.
갈릴레오 탐사선의 관측에 따르면, 헤일로 고리는 전방 산란광으로 보았을 때 가장 밝게 관측된다. 헤일로 고리의 밝기는 주 고리보다 매우 낮지만, 총 수직 방향 광자 선속은 주 고리와 비슷한데, 그 이유는 헤일로 고리의 두께가 훨씬 두껍기 때문이다. 헤일로 고리의 수직 폭이 20,000 km가 넘음에도, 고리의 밝기는 가운데로 집중되어 있으며, 멱법칙 z−0.6 ~ z−1.5를 따른다. 여기서 z는 고리 평면으로부터의 고도이다. 켁 천문대 및 허블 우주 망원경을 이용해 후방 산란광으로 관측한 헤일로 고리의 구조는 위와 동일했다. 하지만, 총 수직 방향 광자 선속은 주 고리보다 몇 배 낮았으며, 전방 산란광보다 고리 중앙부로 더욱 집중되어 있었다.
헤일로 고리의 스펙트럼 성질은 주 고리와 차이가 있으며, 선속 분산 정도는 0.5–2.5 μm로 주 고리보다 더 평평하다. 헤일로 고리는 주 고리와 다르게 붉은색이 아니며, 푸른색으로 추측된다.

### 유래
헤일로 고리의 겉보기 성질은 헤일로 고리가 크기 15 μm 미만의 입자들로만 이루어져 있다고 가정하면 설명할 수 있으며, 특히 고리 평면으로부터 멀리 위치한 헤일로 고리 입자들은 마이크로미터 크기의 입자들이라고 여겨진다. 헤일로 고리가 먼지들로만 이루어져 있다고 하면, 헤일로 고리에서 왜 전방 산란광이 더 강한지, 고리는 왜 파란색인지, 또 관측될 만한 내부 구조가 존재하지 않는지를 설명할 수 있다.
헤일로 고리의 먼지들은 주 고리에서 유래한 것으로 보이며, 이에 대한 근거로 헤일로 고리의 광학적 깊이 {\displaystyle \scriptstyle \tau _{s}\,\sim \,10^{-6}}이 주 고리의 먼지와 비슷한 것을 들 수 있다. 헤일로 고리의 두께가 두꺼운 이유 또한 목성 자기권에서의 전자기력으로 인해 먼지들의 궤도 이심률 및 경사각이 틀어진 것이라고 추측된다. 헤일로 고리의 바깥 경계선은 강한 3:2 로렌츠 공명이 일어나고 있는데, 포인팅-로버트슨 효과에 의해, 주 고리의 입자들은 목성 방향으로 조금씩 떨어지는데, 이 로렌츠 공명 지역을 통과할 때 입자들이 들뜬 상태가 되어 궤도 경사가 커지게 된다. 즉, 주 고리의 안쪽 부분이 헤일로 고리의 시작 부분이 된다. 주 고리에서 입자가 헤일로 고리로 전달되므로, 헤일로 고리의 연령은 주 고리와 같다.
헤일로 고리의 안쪽 끝 부분은 2:1 로렌츠 공명이 강하게 발생하는 곳에서 그리 멀지 않다. 이 2:1 공명에서는 들뜬 상태가 매우 중요할 가능성이 있으며, 공명에 의해 입자들은 목성 대기권으로 밀려지며 헤일로 고리의 안쪽 끝 경계선을 날카롭게 만든다.

## 고사머 고리

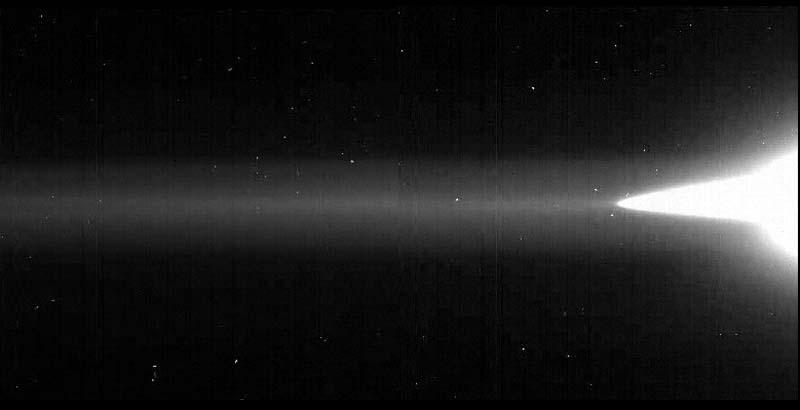
갈릴레오 탐사선이 전방 산란광으로 촬영한 고사머 고리의 모습.

### 아말테아 고사머 고리
아말테아 고사머 고리는 단면이 정사각형이며, 매우 어두운 고리이다. 이 고리는 아말테아의 궤도 근방, 182,000 km(2.54 RJ)부터 129,000 km(1.80 Rj)까지 뻗어 있다. 아말테아 고사머 고리의 안쪽 경계는 확실하게 정해지지 않았는데, 이는 주 고리가 너무 밝기 때문에 고리가 끝나는 곳을 특정할 수 없기 때문이다. 고리의 두께는 아말테아 근방에서 약 2300 km이고, 목성 방향으로 갈수록 감소한다. 실제로 아말테아 고사머 고리는 위아래 가장자리 부분이 가장 밝게 빛나고, 목성 쪽으로 갈수록 밝기가 증가한다. 또한, 위아래 가장자리는 종종 한 쪽의 밝기가 다른 쪽보다 밝아지기도 한다. 고리의 밝기는 고리 바깥쪽, 아말테아의 궤도보다 살짝 안쪽의 지점에서 급격하게 감소하며, 따라서 고리의 바깥쪽 경계선은 매우 날카롭게 나타난다. 하지만, 고리가 바깥쪽으로 조금 더 뻗어 테베와 4:3 궤도 공명을 일으키는 지점까지 뻗어 있을 가능성도 있다.
전방 산란광으로 고리를 관측하면, 아말테아 고사머 고리는 주 고리보다 약 30배가량 어둡다. 또한, 아말테아 고사머 고리는 켁 천문대와 허블 우주 망원경을 통해서만 후방 산란광으로 관측된 적이 있다. 후방 산란광에서는 고리의 추가적인 구조가 들어났는데, 아말테아 궤도 바로 안쪽에 밝기가 최대인 지점이 있음을 찾아내었고, 고리의 수직 방향 경계선의 위치를 확인하였다.
2002~2003년, 갈릴레오 탐사선은 고사머 고리를 2번 뚫고 지나갔는데, 이 과정에서 고리 입자의 크기가 0.2–5 μm임을 밝혀내었다. 추가적으로, 탐사선의 별 추적기가 아말테아 근방에서 크기 1 km 미만의 입자들을 발견했는데, 이 입자들은 과거에 아말테아와 있었던 충돌 사건 때 생성된 입자들이라고 생각된다.
지상에서의 아말테아 고사머 고리 관측 및 갈릴레오을 통한 측정을 통해, 고리의 입도 분포를 확인할 수 있었다. 입도 분포는 멱법칙을 따르며, q=2 ± 0.5로 나타났다. 고리의 광학적 깊이는 약 10−7이고, 따라서 총 밝기는 주 고리보다 매우 낮지만, 먼지의 총량(107–109 kg)은 비슷하다.

### 테베 고사머 고리
테베 고사머 고리는 목성의 고리 중 가장 어둡다. 테베 고사머 고리의 단면은 정사각형이며, 129,000 km(1.80 Rj)부터 테베의 궤도 근방인 226,000 km(3.11 Rj)까지 뻗어 있다. 고리의 안쪽 경계는 확실히 정의되지 않았는데, 이는 아말테아 고사머 고리와 마찬가지로 주 고리가 너무 밝기 때문이다. 테베 고사머 고리의 두께는 테베 궤도 근방에서 약 8400 km이며, 목성 방향으로 갈수록 감소한다. 테베 고사머 고리 또한 아말테아 고리와 비슷하게 위아래 가장자리 부분이 가장 밝게 빛나며, 목성 쪽으로 갈수록 밝기가 증가
한다. 고리의 바깥쪽 경계는 날카롭지 않으며, 15,000 km 이상 뻗어있다. 또한, 고리가 테베 궤도 바깥쪽으로 280,000 km (3.75 Rj) 이상 뻗어 있는 모습도 관측되는데, 이는 "테베 확장"(Thebe Extension)이라고 불린다.
전방 산란광에서, 테베 고사머 고리는 아말테아 고사머 고리보다 약 3배 어둡게 보인다. 또한 후방 산란광에서의 테베 고리는 켁 천문대에서 한 번 관측된 적이 있을 뿐이다. 테베 고리는 후방 산란광에서 테베 궤도 바로 안쪽에 밝기가 가장 밝은 지점이 있다. 2002~2003년에, 갈릴레오 탐사선은 테베 고리의 입자가 아말테아 고리의 입자와 같이 크기가 0.2–5 μm임을 밝혀내었다.
테베 고사머 고리의 광학적 깊이는 약 3×10-8이며, 이는 아말테아 고사머 고리보다 3배 낮지만, 먼지의 총 질량은 107–109 kg으로 같다. 하지만 입도 분포는 아말테아 고리보다 낮았다. 테베 고리 또한 멱법칙을 따르며, q < 2이다. 테베 확장에서는 q 값이 이보다 더 작을 수 있다.

### 고사머 고리의 유래
고사머 고리의 먼지들은 주 고리 및 헤일로 고리와 유래 과정이 비슷하다. 먼지의 원천은 각각 아말테아와 테베로, 목성계 바깥에서 날아오는 고속력 먼지 입자들이 위성의 표면과 충돌함으로써 먼지들이 생겨난다. 생성된 먼지들은 처음에는 위성들과 비슷한 궤도를 돌지만, 점차 포인팅-로버트슨 효과에 의해 안쪽으로 밀려난다. 고사머 고리의 두께는 먼지의 원천이 되는 위성들의 궤도 경사에 따라 결정된다. 위의 가설은 고리의 거의 모든 특징, 정사각형 단면, 목성 방향으로 갈수록 줄어드는 두께, 위아래 끝 지점이 가장 밝은 이유를 설명할 수 있다.
하지만 몇몇 특징들, 예시로 테베 궤도 바깥쪽으로 펼쳐진 테베 확장과 후방 산란광에서 관측되는 성질들은 위 가설로 설명되지 못한다. 테베 확장과 관한 한 가지 가설은 목성의 자기권에서 작용하는 힘에 의해 테베 확장이 생겨났다는 것인데, 먼지가 목성 뒤편의 그림자로 들어가면 전하를 빠르게 잃으며, 입자의 공전이 행성의 자전과 같은 방향이기 때문에 입자가 바깥쪽으로 밀려나며, 이를 통해 테베 확장이 생겨난다는 이론이다. 동일한 이론으로 아말테아와 테베 궤도 사이에서의 입도 분포와 고리의 밝기를 설명할 수 있다.
아말테아 궤도 중앙이 아닌 바로 안쪽에 밝기가 가장 밝은 지점이 존재하는 것에 대해, 이 비대칭 현상은 목성과 아말테아 사이의 L4 및 L5 라그랑주점 사이에 먼지 입자들이 갇혀서 나타났으리라고 추측된다. 이 입자들은 라그랑주점 사이의 말굽 궤도를 돌 수도 있다. 같은 현상이 테베에도 일어나리라고 여겨진다. 이를 통해, 고사머 고리에는 점차 안쪽으로 들어가는 먼지와, 위성과 1:1 궤도 공명을 일으키며 고리에 잡혀 있는 먼지 두 종류로 먼지가 구분됨을 알 수 있다.

## 히말리아 고리

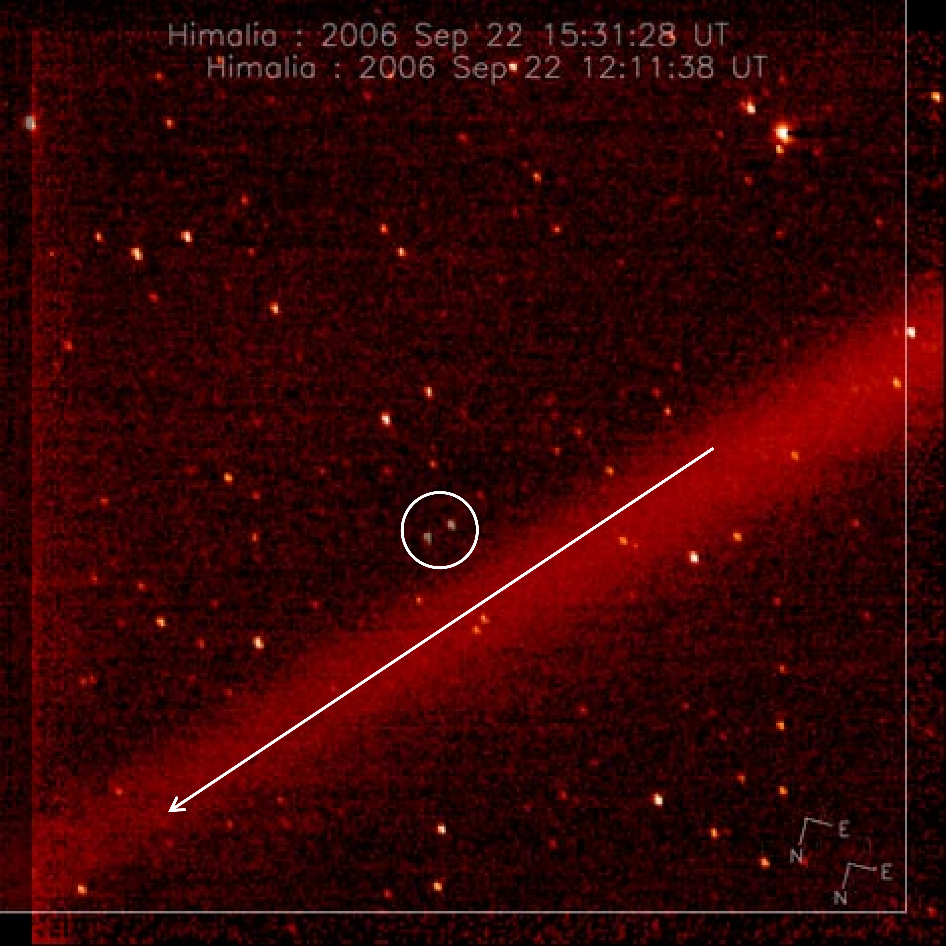
뉴 허라이즌스가 촬영한 히말리아 고리.

지름 4 km의 작은 위성 디아는 2000년 발견된 이래 재관측이 이루어지지 않고 있었고, 이에 한 가설에서는 디아가 지름 170 km의 히말리아와 충돌하여 옅은 고리를 형성하였을 가능성을 제기하였으며, 실제로 2007년 명왕성 탐사선 뉴 허라이즌스가 히말리아 근처에서 옅은 고리를 발견하였다. 하지만, 디아는 2010년 및 2011년에 재관측되었고, 따라서 디아와 히말리아 고리 사이의 연관성은 사라졌다. 하지만 아직 다른 위성이 충돌하였을 가능성은 남아 있다.

## 탐사

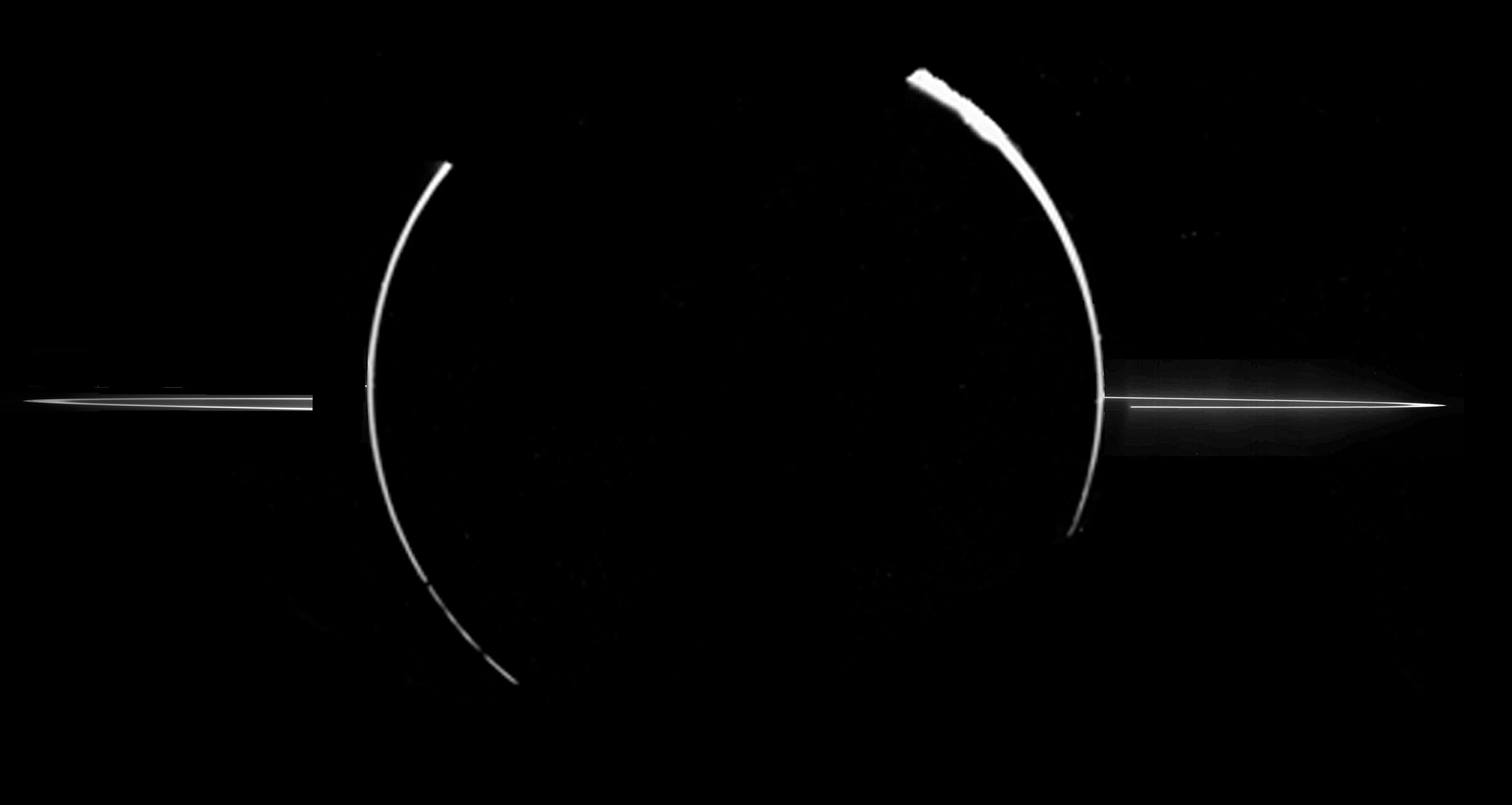
갈릴레오 탐사선이 촬영한 고리.

목성의 고리의 존재는 1975년 파이어니어 11호의 목성 방사선대 관측에서 처음으로 암시되었었다. 그 후 1979년, 보이저 1호는 사진에 과도하게 노출을 줌으로서 고리를 담은 사진 한 장을 촬영하였고, 같은 해 보이저 2호는 더 광범위한 사진을 촬영하였으며, 이 정보를 통해 고리의 구조를 개략적으로 알 수 있었다.
1995년부터 2003년까지 목성을 탐사했던 갈릴레오 탐사선은 고리를 매우 상세하게 찍은 사진들을 보내왔으며, 이를 통해 고리에 대한 막대한 정보들을 얻어냈다. 또한 1997년부터 2002년까지 진행된 켁 천문대를 이용한 지상 관측 및 1999년 허블 우주 망원경의 관측을 통해, 후방 산란광으로 관측 가능한 고리의 광대한 구조를 밝혀내었다.
2000년, 토성으로 향하던 카시니-하위헌스 탐사선은 고리를 추가적으로 관측하였으며, 2007년 2~3월에 뉴 허라이즌스가 촬영한 사진들은 주 고리의 구조를 처음으로 선명하게 보여주었다.
미래의 목성 탐사선들 또한 고리에 대한 정보를 얻어낼 것이다.

## 같이 보기
- 목성의 위성